# Panlong Jiang
Panlong Jiang är ett vattendrag i Kina. Det ligger i den södra delen av landet, 2 300 km söder om huvudstaden Peking.